# Fasciculus lateralis

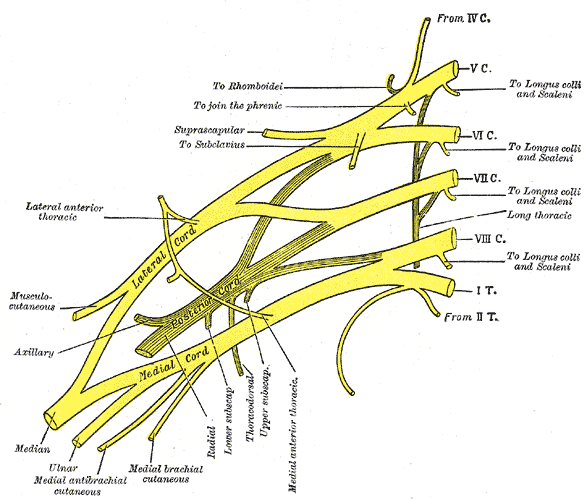
Armgeflecht, der Fasciculus lateralis ist mit Lateral cord bezeichnet.

Der Fasciculus lateralis (lat. für ‚Seitenbündel‘; korrekt nach den Pariser Nomina Anatomica (PNA): Fasciculus lateralis plexus brachialis) ist ein Nervenfaserbündel im Bereich des Armgeflechts (Plexus brachialis). Es bezieht über den Truncus superior Nervenfasern aus dem 5. und dem 6. Halsnerven (C5, C6) und über den Truncus medius aus dem 7. Halsnerven (C7). Aus dem Fasciculus lateralis gehen der Nervus musculocutaneus und die Seitenwurzel (Radix lateralis) des Nervus medianus hervor.
Der Fasciculus lateralis plexus brachialis ist das laterale oder radiale Nervenbündel; es ist abzugrenzen vom medialen oder ulnaren Bündel namens Fasciculus medialis plexus brachialis.